# Qasr al-Mukharram
Qasr al-Mukharram (tiếng Ả Rập: قصر المخرم) là một ngôi làng Syria nằm trong tiểu khu Suran ở quận Hama. Theo Cục Thống kê Trung ương Syria (CBS), Qasr al-Makhram có dân số 552 trong cuộc điều tra dân số năm 2004.